# Škoda 450
Škoda 450 (typ 984) − samochód osobowy z nadwoziem kabriolet, produkowany przez czechosłowacką firmę Škoda od roku 1957 do 1959 roku.
Samochód skonstruowano na bazie popularnego modelu 440 Spartak z nadwoziem dwudrzwiowego sedana. Nowe auto miało odkryte nadwozie dwudrzwiowe typu kabriolet. Model ten zaprezentowano po raz pierwszy na targach w Brnie w 1957 roku, dwa lata po debiucie modelu 440. Wprowadził on nowy wzór atrapy chłodnicy, w formie kraty zamiast ozdobnych szczelin. Oprócz nadwozia, różnił się on wzmocnionym silnikiem – wzrost mocy silnika o pojemności 1,1 l do 50 KM uzyskano za pomocą zwiększenia stopnia sprężania i zastosowania dwóch gaźników. Oznaczenie 450 pochodziło od liczby cylindrów i mocy silnika. 
Samochód został wprowadzony do produkcji w 1958 roku. Samochody były produkowane w zakładzie Škody w  Kvasinach, w oparciu o ramowe podwozia z silnikiem produkowane w głównych zakładach w Mladá Boleslav.
Wyprodukowano ich 1010 sztuk. Znaczna część została wyeksportowana, zwłaszcza do krajów zachodnich.
W roku 1959 nastąpiła zmiana modelu – następcą Škody 450 została Felicia, różniąca się głównie nowym zawieszeniem przednich kół na sprężynach zamiast poprzecznego resora piórowego.